# Menyháza
Menyháza, 1910-ig Monyásza (románul Moneasa) falu Romániában, Arad megyében.

## Fekvése
Borossebestől 14 km-re északkeletre, a Béli-hegységben, a Monyásza-patak partján fekszik.

## Nevének eredete
Első írásos említése: Monyásza (1597). Először az 1860-as években a gyógyfürdőt kezdte el szépítőleg Menyházá-nak hívni Kéry Imre Arad vármegyei főorvos, tekintettel a női fürdővendégek érzékenységére (vö. monyászik ige). 1896-ban a belügyminisztérium a fürdőt ezen a néven vette nyilvántartásba. 1907-ben az Országos Községi Törzskönyvbizottság, a község döntése ellenére, magának a településnek a nevét is erre változtatta.

## Története
Román alapítású falu. A mai település alsó felében létrejött családi házcsoportokból nőtt össze. 1746-ban még csak öt jobbágycsaládot írtak össze benne, templom nélkül. Első ortodox fatemplomát 1756-ban szentelték föl. A 18. század elejétől közelében vasércet termeltek ki és dolgoztak fel vízierővel működő hámorokban és kohókban. 1760-ban Bohus Imre, Rajnald modenai herceg tiszttartója telepített be 28 római katolikus német bányászcsaládot, létrehozva a mai falu legfelső részén fekvő Jumelt (Jmelț) telepet. Őket kezdetben ferences atyák gondozták, és csak 1784-től alkották önálló plébániát. A 19. század közepén Christian Waldstein-Wartenberg vásárolta meg a Névery családtól, így lett a borossebesi uradalom része. 1847 és 1857 között a birtokát bérlő Rosthorn tíz-tizennégy csehországi családot telepített be Jumeltre. 1891-ben Wenckheim Frigyes vásárolta meg. 1893-ban a Wenckheim-uradalom területén megépült a Borossebes–Monyásza keskeny nyomtávú vasút, elsősorban a vas, a fa és a szén szállításának megkönnyítésére, de a fürdőéletet is föllendítette. (Az 1960-as években számolták föl.) A 19. század végén a borossebesi Wenckheim-uradalomnak négy vasbányája volt a falu környékén. 1887-ben alapított vörösmárványbányájában 40-50 fő dolgozott. A követ Arad építkezésein használták föl. A meggyes-völgyi mészkőbánya meszet szállított a mezőhegyesi cukorgyárnak, mert az itteni mész tulajdonságai megfeleltek a cukorgyártás igényeinek. A vas- és mangánbányászat 1918-ban megszűnt, majd 1972 és 1990 között egy dévai vállalat termelt ki ismét ércet a Grajduri határrészben, amelyet törés és mosás után Vajdahunyadra szállítottak. A márványbánya a 20. században is működött, az itt kitermelt vörös- és feketemárványt falburkolatok készítésére használták. 1919 és 1924 között római katolikus iskolája működött. A római katolikus plébánia 1926-ban megszűnt, a gyülekezet előbb Borossebeshez, a 20. század második felében Buttyinhoz, 1992 óta Seléndhez tartozik.

### A fürdőtelep
Már első alkalommal, 1597-ben említik gyógyforrásait. Idegenforgalma azonban csekély jelentőségű maradt 1891 utánig, amikor az új tulajdonos, Wenckheim Frigyes fejlesztésekbe fogott. 1854 nyarán mindössze ötvennégy fürdővendég látogatta meg. Wenckheim Frigyes 1895-ben megkezdte a fürdőtelep kiépítését. Mélyfúrással biztosította a termálvíz-ellátást, fenyőkből és hársfákból parkot alakíttatott ki, két szabadtéri medencét építtetett, kiépíttette a közvilágítást és Borosjenőről cigányzenekart fogadott. A patak felduzzasztásával létrehozott tóba Félixfürdőről betelepítette a tündérrózsát. A fürdőtelepen az aradi elit építtetett magának villákat.
1961-ben a park útjait leaszfaltozták, a patak medrét szabályozták. 1976 és 1986 között három nagy és modern szállodát építettek. 1989-re a fürdőtelepen kb. ezer turista üdülhetett és 306 alkalmazott dolgozott.

## Lakossága
- 1842-ben 354 ortodox, 103 római katolikus és 50 evangélikus lakosa volt.[4]
- 1900-ban 658 lakosa volt, ebből 541 román és 95 magyar anyanyelvű, 487 ortodox, 125 római katolikus, 21 református és 16 evangélikus vallású. 32%-uk tudott írni–olvasni, a nem magyar anyanyelvűek 12%-a beszélt magyarul.
- 2002-ben 784 lakosából 761 román és 17 magyar nemzetiségű, 688 ortodox, 38 baptista, 31 pünkösdista és 16 római katolikus vallású.

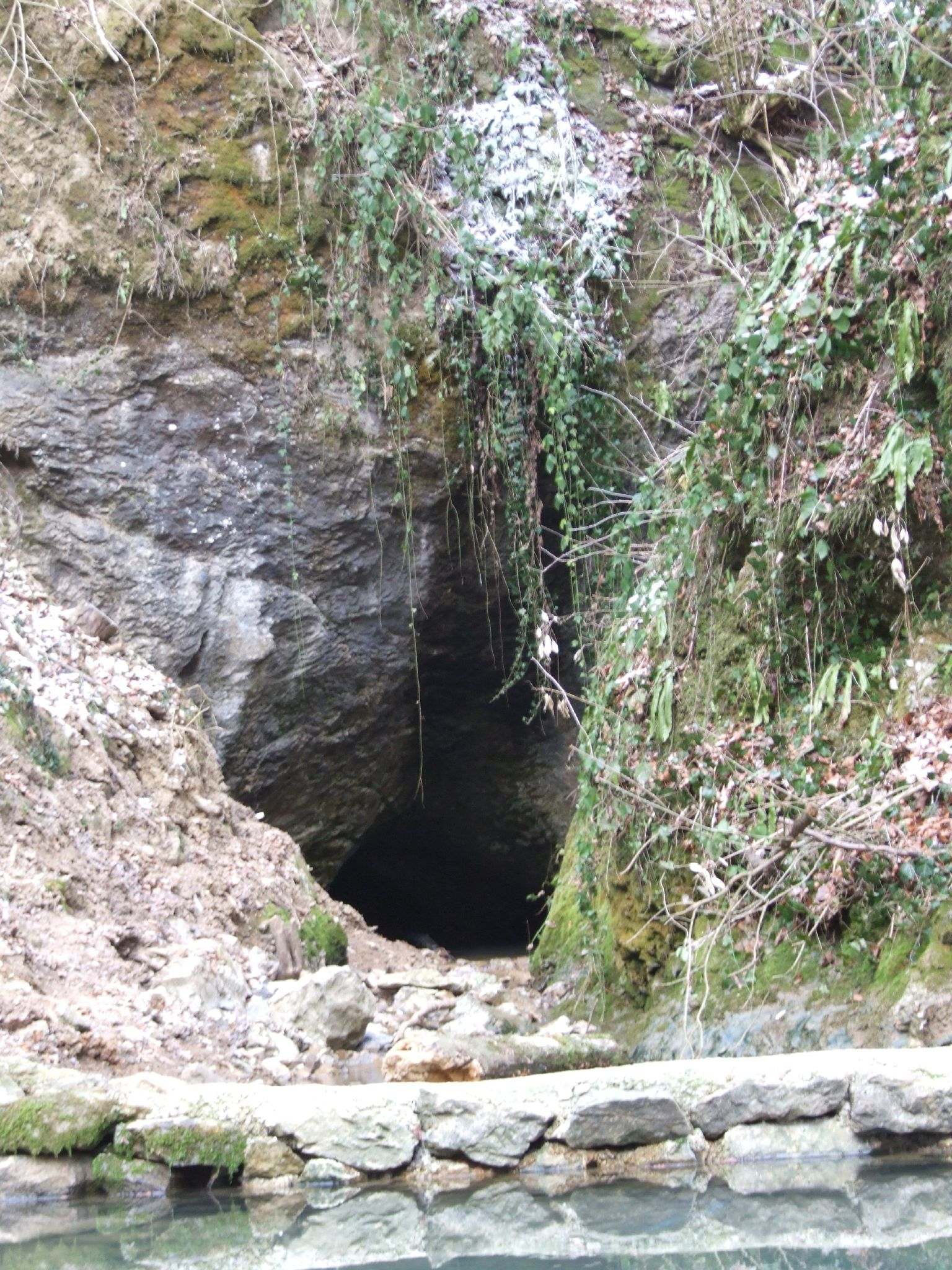
A Medve-barlang

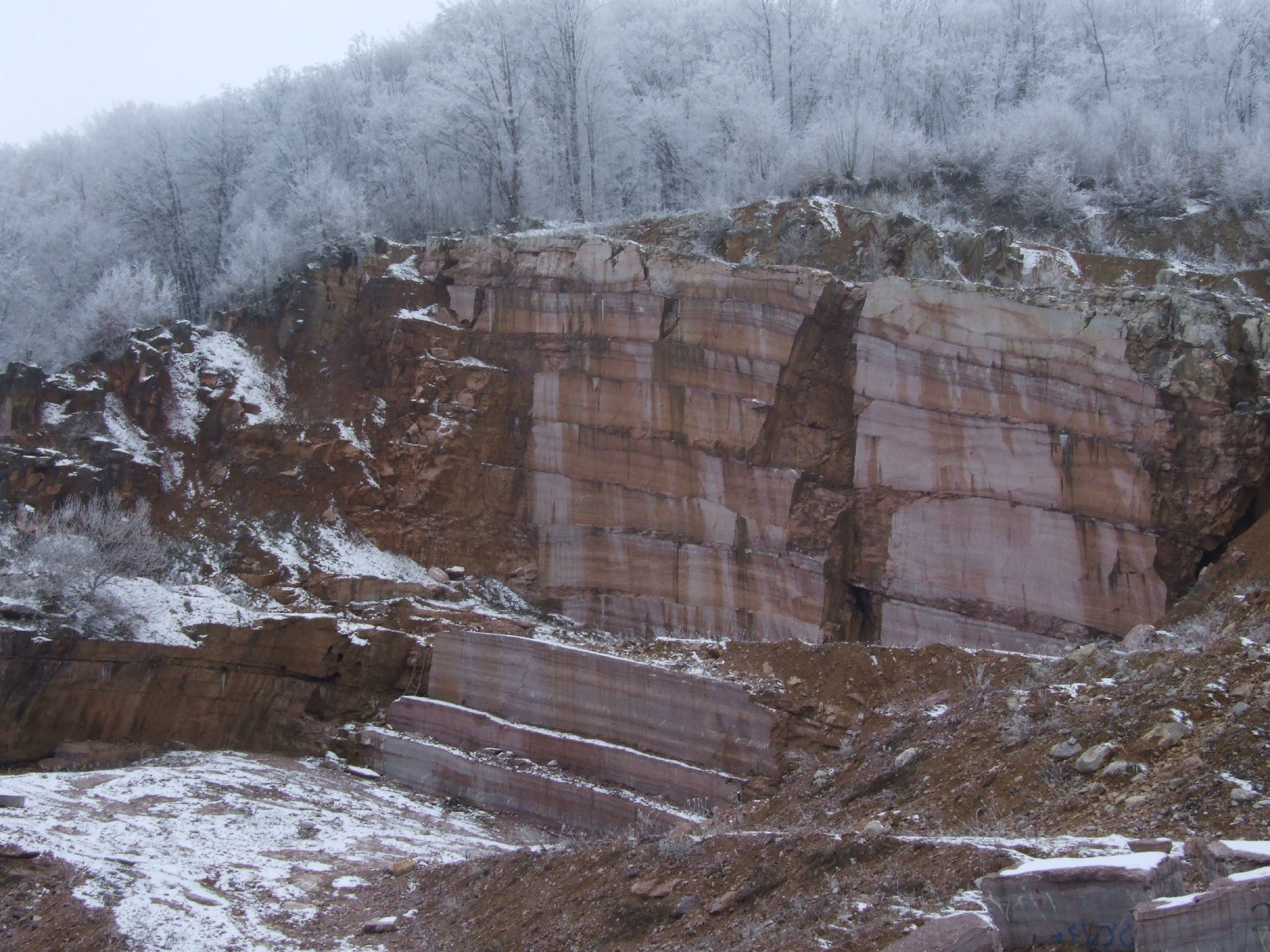
A márványbánya

## Látnivalók
- Öt forrásának bikarbonátos, kalcium-, magnézium- és nátriumtartalmú vizét mozgásszervi, idegrendszeri, emésztőszervi és nőgyógyászati betegségek kezelésére használják. A fürdőtelep századfordulós épületei:
  - A nyolcvan m hosszú 1. sz. pavilon (amelyet a helyiek Vila Nufăr-nek – 'Tündérrózsás villa' – neveztek el) építése után kabinokra oszlott, amelyekben a vendégek vörösmárvánnyal burkolt kádakban fürödhettek.
  - Az egykori Központi Szálloda (3. sz.).
  - Az egykori Paradeiser-villa (5. sz.). Falán emléktábla figyelmeztet rá, hogy itt töltötte a teleket Czárán Gyula.
  - Az egykori ACsEV-, majd Narcisa-villa (7. sz.).
  - Az egykori Mager-villa (8. sz.).
  - Az egykori Csiky-, majd Zubor-villa (9. sz.).
  - Az egykori Wenckheim-villa (10. sz.).
  - Az egykori Andrényi-villa (11. sz.).
- A téli szezonban egy sípályája működik.
- A fürdőtelep felső végétől északra, háromnegyed órányi járásra található az egykori márványbánya látványos külszíni fejtője. Az alsóbb rétegekből fekete-, a felsőbb rétegekből vörösmárványt termeltek ki.
- A falu legfelső részén fekvő Jumelt (Jmelț) telepen az 1861-ben épített, 11 méter magas, téglával bélelt gránit vasolvasztó kemence romja.
- A falu külterületén 27 barlang és hat zsomboly található, melyeknek az 1980-as években ismert teljes járathosszúsága 3578 m volt. Közülük közvetlenül az 1. sz. pavilon mellett nyílik a Medve-barlang (Grota Urșilor), melynek sokáig csak egy szifonban végződő tíz méteres bevezető szakaszát ismerték. 1984-ben egy magyar barlangász tárta fel további kiterjedését. Egy hosszúkás teremből a barlang kettéágazik. Bal oldalon negyven méter után újabb szifon következik, míg a jobb oldali járat kétszáz méter hosszú. A helyi tanács 1985-ben átvágta az első szifont a hosszúkás teremig, hogy lehetővé tegye a barlang turisztikai hasznosítását. A Denevér-barlang (Peștera Liliecilor) fekete mészkőben képződött cseppkőbarlang (nem látogatható, a bejáratát betemették),  távolabb az Izoiu Mare-zsomboly 30 m mély.
- Boroaia-vízesés.
- A római katolikus templom 1761-ben, az ortodox 1882-ben épült.

## Híres emberek
- Itt született 1899-ben Gheorghe Groza szobrász.
- Itt hunyt el 1906-ban Czárán Gyula, az Erdélyi-szigethegység turizmusának úttörője. Sírja a római katolikus temetőben található.

## Testvértelepülései
- Békésszentandrás, Magyarország
- Mezőkovácsháza, Magyarország